# Koczełajewo
Koczełajewo (ros. Кочелаево) – wieś (sieło) w Rosji, w Mordowii, w rejonie kowyłkińskim. W 2010 liczyła 1490 mieszkańców.